# Hannah Winkler
Hannah Shameema Winkler (nascida em 5 de novembro de 1985) é uma política sul-africana. Ela é membro do Parlamento pela Aliança Democrática (DA) e ex-vice-ministra-sombra do partido do Meio Ambiente, Florestas e Pescas.

## Educação
Winkler é graduada com honras em política.

## Carreira política
Winkler ingressou na Aliança Democrática como pesquisadora e oficial de mídia. Para as eleições gerais de 2019, Winkler foi a gerente de campanha do partido no Município Metropolitano de eThekwini.

## Carreira parlamentar
Na preparação para as eleições gerais de 2019, Winkler foi colocada em oitavo lugar na lista regional da DA, vigésimo oitavo na lista provincial do partido e septuagésimo sexto na lista nacional do partido. Ela foi eleita para a Assembleia Nacional na lista regional. Winkler tornou-se membro do parlamento no dia 22 de maio de 2019.
Em 5 de junho de 2019, o líder parlamentar da DA, Mmusi Maimane, nomeou Winkler para o cargo de vice-ministra-sombra do Meio Ambiente, Florestas e Pescas. Mais tarde naquele mês, ela foi indicada para o comité daquela pasta.
Em 5 de dezembro de 2020, ela foi nomeada como membro suplente adicional para a posta de turismo do governo-sombra de John Steenhuisen.

### Membro do comité
- Comité de Portefólio sobre Meio Ambiente, Silvicultura e Pesca[2]